# Dalmsholte
Dalmsholte est un hameau néerlandais de la province d'Overijssel, partagé entre les communes de Dalfsen (la partie occidentale) et Ommen (la partie orientale). En 2005, le hameau comptait 200 habitants.